# Сей (приток Соны)
Сей (фр. Seille) — река во Франции, регионы Бургундия — Франш-Конте и Овернь — Рона — Альпы. Длина реки — 110 км, из которых 57 км приходится на департамент Сона и Луара. Площадь водосборного бассейна — 2620 км².
Начинается на высоте 385 метров над уровнем моря на склоне Бом-ле-Месье у деревни Гранж-сюр-Бом. От истока течёт на запад через Рюффе-сюр-Сей, Блетран, Франжи до слияния с Бренном, затем поворачивает на юг к Луану, после которого направляется на юго-запад. Впадает в Сону у города Ле-Трушер
Основные притоки — Брен, Сольнан, Вальер, Сан, Севрон. Общая длина рек бассейна Сея — 800 километров.